# Rajouri (district)
Rajouri is een district van het Indiase unieterritorium Jammu en Kasjmir. Het district telt 642.415 inwoners (2011) en heeft een oppervlakte van 2630 km².

## Tehsils van Rajouri
- Budhal
- Kalakote
- Nowshera
- Rajouri
- Sunderbani
- Thanamandi

Divisie Jammu:
Doda · Jammu · Kathua · Kishtwar · Poonch · Rajouri · Ramban · Reasi · Samba · Udhampur
Divisie Kasjmir:
Anantnag · Badgam · Bandipora · Baramulla · Ganderbal · Kulgam · Kupwara · Pulwama · Shopian · Srinagar